# Jerzy Hoffmann
Jerzy Hoffmann (ur. 4 kwietnia 1927 w Poznaniu, zm. 25 maja 1991 w Berlinie) – reżyser teatralny, telewizyjny i radiowy.

## Życiorys
Syn Aleksandra. Działał w latach 1961–1984. Od 1967 do 1972 roku dyrektor naczelny i artystyczny Lubuskiego Teatru im. Leona Kruczkowskiego w Zielonej Górze, a od 1979 do 1981 roku reżyser Teatru im. Aleksandra Fredry w Gnieźnie. Współpracował z teatrami Białegostoku, Bydgoszczy, Gniezna, Gorzowa Wielkopolskiego, Katowic, Krakowa, Lublina, Łodzi, Poznania, Rzeszowa, Torunia, Wrocławia, z teatrami zagranicznymi oraz z Teatrem Telewizji.
W 1984 roku wyemigrował do Niemiec.

## Spektakle Teatru Telewizji
- Mąż i żona (1958) + adaptacja
- Gość kamienny (1959)
- Oberża Pod Śpiewającym Klaunem (1963)
- Kordian i cham (1964) - realizacja tv
- Odbudowa Błędomierza (1964) - realizacja tv
- Marchołt gruby a sprośny (1966) - realizacja tv
- Nasze nowe życie (1966)
- Szkoła miłości (1966)
- Portret (1967)
- Starsza siostra (1967)
- Ojcowie (1968)
- Dług (1969)
- Śmierć gubernatora (1970) + realizacja tv

Źródło:.

## Odznaczenia
- Srebrny Krzyż Zasługi (1954)[1]
- Medal 10-lecia Polski Ludowej (1955)[4]